# 그레고리 펙
앨드리드 그레고리 펙(영어: Eldred Gregory Peck, 1916년 4월 5일 ~ 2003년 6월 12일)은 미국의 배우이자 1940년대부터 1970년대까지 가장 인기 있는 영화 배우 중 한 명이었다. 1999년 미국 영화 연구소는 펙을 고전 할리우드 영화의 12번째로 위대한 남자 배우로 선정했다.
샌퍼드 마이스너와 함께 네이버후드 플레이하우스에서 연기를 공부한 후, 펙은 무대 연극에 출연하기 시작했으며, 50편 이상의 연극과 3편의 브로드웨이 작품에서 연기했다. 그는 존 M. 스탈이 연출한 드라마 《천국의 열쇠》(1944년)에서 처음으로 비평적 성공을 거두었으며, 이 작품으로 첫 아카데미상 후보에 올랐다. 로맨틱 드라마 《사랑의 결단》(1944년), 앨프리드 히치콕의 《스펠바운드》(1945년), 가족 영화 《애정》(1946년) 등 일련의 성공적인 영화에 출연했다. 1940년대 말에는 미지근한 상업적 평가를 받았으며, 이 시기 연기 작품으로는 《패러딘 부인의 사랑》(1947년)과 《위대한 죄인》(1948년)이 있다. 펙은 1950년대와 1960년대에 세계적인 명성을 얻었으며, 원작 소설을 영화화한 《함장 호레이쇼》(1951년)와 성경 드라마 《다윗과 밧세바》(1951년)에 연달아 출연했다. 《킬리만자로의 눈》(1952년)에서 에바 가드너와, 《로마의 휴일》(1953년)에서 오드리 헵번과 함께 출연했다.
그가 출연한 다른 주목할 만한 영화로는 《백경》(1956년 작품과 1998년 미니시리즈), 《나바론의 요새》(1961년), 《케이프 피어》(1962년 작품과 1991년 리메이크), 《오멘》(1976년), 《브라질에서 온 소년》(1978년) 등이 있다. 경력 전반에 걸쳐 그는 종종 "도덕적 신념"을 가진 주인공을 연기했다. 《신사협정》(1947년)은 반유대주의 주제를 다루었고, 《정오의 출격》(1949년)에서 펙의 캐릭터는 제2차 세계 대전 중 군 지휘관의 어려움과 외상 후 스트레스 장애를 다루었다. 인종 불평등을 다룬 현대 고전 소설 《앵무새 죽이기》를 각색한 《알라바마 이야기》(1962년)에서 애티커스 핀치 역 연기로 찬사를 받았으며, 아카데미 남우주연상을 수상했다. 1983년에는 크리스토퍼 플러머와 함께 《바티칸의 철십자》에서 제2차 세계 대전 중 로마에서 수천 명의 탈출한 연합군 포로와 유대인들을 구한 가톨릭 신부 휴 오플래허티 역을 연기했다.
펙은 정치 활동에도 적극적이었으며, 1947년 비미 활동 위원회에 맞서 도전했고 리처드 닉슨 대통령에게는 정치적 반대자로 여겨졌다. 린든 B. 존슨 대통령은 1969년 펙의 평생에 걸친 인도주의적 노력을 인정하여 그에게 대통령 자유 훈장을 수여했다. 펙은 87세의 나이에 기관지폐렴으로 잠들듯 세상을 떠났다.

## 출연 작품
| 연도 | 제목                                                     | 역할                            | 참고                                             |
| ---- | -------------------------------------------------------- | ------------------------------- | ------------------------------------------------ |
| 1944 | 영광의 나날 Days of Glory                                | 블라디미르                      |                                                  |
| 1944 | 왕국의 열쇠 The Keys of the Kingdom                      | 프란시스 크리스홈 신부          |                                                  |
| 1945 | 밸리 오브 디씨전 The Valley of Decision                  | 폴 스콧                         |                                                  |
| 1945 | 스펠바운드 Spellbound                                    | 존 발렌타인                     |                                                  |
| 1946 | 애정 The Yearling                                        | 페니 백스터                     |                                                  |
| 1946 | 백주의 결투 Duel in the Sun                              | 루튼 루트 맥캔리스              |                                                  |
| 1947 | 더 매컴버 어페어 The Macomber Affair                     | 로버트 윌슨                     |                                                  |
| 1947 | 신사협정 Gentleman's Agreement                           | 필립 스카일러 그린              |                                                  |
| 1947 | 패러딘 부인의 재판 The Paradine Case                     | 앤써니 킨                       |                                                  |
| 1948 | 황색 하늘 Yellow Sky                                     | 제임스 스트레치 도슨            |                                                  |
| 1949 | 더 그레이트 시너 The Great Sinner                        | 페디야                          |                                                  |
| 1949 | 정오의 출격 Twelve O'Clock High                          | 프랭크 세비지 대령              | 1950년 16회 뉴욕 비평가 협회상 남우주연상 수상   |
| 1950 | 건파이터 The Gunfighter                                  | 지미 링고                       |                                                  |
| 1951 | 함장 호레이쇼 혼블로워 Captain Horatio Hornblower R.N    | 호레이쇼 혼블로워 함장          |                                                  |
| 1951 | 온리 더 밸리언트 Only the Valiant                        | Capt. 리처드 랜스               |                                                  |
| 1951 | 다윗과 밧세바 David and Bathsheba                        | 다윗 왕                         |                                                  |
| 1952 | 세계를 그의 품안에 The World in His Arms                 | Capt. 조나단 클락               |                                                  |
| 1952 | 킬리만자로의 눈 The Snow of Kilimanjaro                  | 해리 스트리트                   |                                                  |
| 1953 | 로마의 휴일 Roman Holiday                                | 조 브래들리                     |                                                  |
| 1953 | 붐 인 파리 Boum sur Paris                                | 그레고리 펙 본인                |                                                  |
| 1954 | 더 밀리언 파운드 노트 The Million Pound Note             | 헨리 아담스                     |                                                  |
| 1954 | 나이트 피플 Night People                                 | 스티브 반 다이크 대령           |                                                  |
| 1954 | 진홍의 평원 The Purple Plain                             | 비행중대 리더 빌 포레스터       |                                                  |
| 1956 | 회색 양복을 입은 사나이 The Man in the Grey Flannel Suit | 톰 래스                         |                                                  |
| 1956 | 백경 Moby Dick                                           | 아합 선장                       |                                                  |
| 1957 | 디자이닝 우먼 Designing Woman                            | 마이크 하겐                     |                                                  |
| 1958 | 브라바도스 The Bravados                                  | 짐 더글라스                     |                                                  |
| 1958 | 빅 컨츄리 The Big Country                                | 제임스 맥케이                   |                                                  |
| 1959 | 폭찹 고지전투 Pork Chop Hill                             | 조 클레몬스 중위                |                                                  |
| 1959 | 사랑의 흔적 Beloved Infidel                              | F.스콧 피츠제럴드               |                                                  |
| 1959 | 그날이 오면 On the Beach                                 | 드와이트 라이오넬 타워스 사령관 |                                                  |
| 1961 | 나바론 요새 The Guns of Navarone                         | Capt. 키스 맬로리               |                                                  |
| 1962 | 케이프 피어 Cape Fear                                    | 샘 보우든                       |                                                  |
| 1962 | 서부 개척사 How the West Was Won                         | 클리브 반 발렌                  |                                                  |
| 1962 | 알라바마 이야기 To Kill a Mockingbird                    | 변호사 애티커스 핀치            | 1963년 35회 미국 아카데미 시상식 남우주연상 수상 |
| 1963 | 캡틴 뉴먼, M.D. Captain Newman, M.D.                     | 캡틴 조시아 J. 뉴먼, MD         |                                                  |
| 1962 | 비루먹은 말을 봐라 Behold a Pale Horse                   | 마누엘 아티그                   |                                                  |
| 1965 | 신기루 Mirage                                            | 데이비드 스틸웰                 |                                                  |
| 1966 | 아라베스크 Arabesque                                     | 데이비드 폴록 교수              |                                                  |
| 1968 | 레드 문 The Stalking Moon                                | 샘 바너                         |                                                  |
| 1969 | 맥켄나의 황금 Mackenna's Gold                            | 맥켄나 보안관                   |                                                  |
| 1969 | 더 체어맨 The Chairman                                   | 존 해서웨이                     |                                                  |
| 1969 | 마루니드 Marooned                                        | 찰스 키스                       |                                                  |
| 1970 | 사랑의 곡예 I Walk the Line                              | 토즈 보안관                     |                                                  |
| 1971 | 슛 아웃 Shoot Out                                        | 클레이 로맥스                   |                                                  |
| 1974 | 황야의 2인조 Billy Two Hats                              | 아치 딘스                       |                                                  |
| 1976 | 오멘 The Omen                                            | 로버트 쏜                       |                                                  |
| 1977 | 장군 맥아더 Macarthur                                    | 더글라스 맥아더 장군            |                                                  |
| 1978 | 브라질에서 온 소년 The Boys from Brazil                  | 요제프 멩겔레 박사              |                                                  |
| 1980 | 바다의 늑대들 The Sea Wolves                             | 루이스 퓨 대령                  |                                                  |
| 1983 | 더 스칼렛 앤 더 블랙 The Scarlet and the Black           | 휴 오프레어티 예하              |                                                  |
| 1987 | 싸이렌트 보이스 Amazing Grace and Chuck                  | 대통령                          |                                                  |
| 1989 | 올드 그링고 Old Gringo                                   | 비터                            |                                                  |
| 1991 | 케이프 피어 Cape Fear                                    | 리 헬러                         |                                                  |
| 1991 | 타인의 돈 Other People's Money                           | 앤드류 조젠슨                   |                                                  |
| 1991 | 더 윌 로저스 폴리스 The Will Rogers Follies              | 플로렌즈 지그펠트 (목소리)      | TV 영화                                          |
| 1993 | 초상화 The Portrait                                      | 교회 정원사                     | TV 영화                                          |

### TV
| 연도 | 제목                                       | 역할            | 참고        |
| ---- | ------------------------------------------ | --------------- | ----------- |
| 1982 | 더 블루 앤 더 그레이 The Blue and the Gray | 에이브러햄 링컨 | 미니 시리즈 |
| 1998 | 백경 Moby Dick                             | 메이플 신부     | 미니 시리즈 |